# Аарон Пол
Аарон Майкл Пол (англ. Aaron Michael Paul, нар. 27 серпня 1979) — американський актор і співак, переможець премії «Еммі». Після появи в декількох серіалах на американському телебаченні, в тому числі роль в серіалі «Велике кохання» компанії HBO, Пол став популярним в 2008 році, завдяки серіалу «Пуститися берега» компанії AMC, в ролі Джессі Пінкмена. У 2010 та 2012 році Аарон отримав премію «Еммі» за «Найкращу акторську гру другого плану в драматичному телесеріалі».

## Біографія
Аарон Пол народився в місті Емметт, штат Айдахо. Він навчався в Центральній середній школі в місті Бойсе, штат Айдахо.

### Кар'єра
На початку своєї кар'єри, Аарон знявся в кліпі гурту Korn «Thoughtless» і Everlast «White Trash Beautiful». Він був також показаний у телевізійній рекламі Juicy Fruit та Corn Pops.

### Особисте життя
В даний час він одружений з Лорен Парсікіан, яка є засновником компанії «Kind Campaign». Зараз вони живуть в Санта-Моніці, штат Каліфорнія.

## Фільмографія

### Актор
| Рік       |    | Українська назва                    | Оригінальна назва                 | Роль                      |
| --------- | -- | ----------------------------------- | --------------------------------- | ------------------------- |
| 1998      | тф | Навіть програвши                    | Even the Losers                   |                           |
| 1999      | тф | Долина сарани                       | Locust Valley                     | Грегор                    |
| 1999      | с  | Беверлі-Гіллз, 90210                | Beverly Hills, 90210              | Чад                       |
| 1999      | с  | Район Мелроуз                       | Melrose Place                     | хлопець з братерства 2    |
| 1999      | с  | Непередбачувана Сьюзен              | Suddenly Susan                    | Зіппер                    |
| 1999      | с  | Третя планета від Сонця             | 3rd Rock from the Sun             | студент                   |
| 2000      | с  | Будь собою                          | Get Real                          | Дерек                     |
| 2000      | мф | Допоможіть! Я риба                  | Hjælp! Jeg er en fisk             | Чак                       |
| 2000      | ф  | За будь-яку ціну                    | Whatever It Takes                 | Флойд                     |
| 2001      | ф  | Планета Ка-ПЕКС                     | K-PAX                             | Майкл Павелл              |
| 2001      | с  | 100 добрих справ Едді МакДауда      | 100 Deeds for Eddie McDowd        | Етан                      |
| 2001      | с  | Жіноча бригада                      | The Division                      | Тайлер Петерсен           |
| 2001      | с  | Ніккі                               | Nikki                             | Скотт                     |
| 2001      | с  | Захисник                            | The Guardian                      | Етан Ріттер               |
| 2001      | с  | Цілком таємно                       | The X Files                       | Девід Вінкль              |
| 2001—2002 | с  | Справедлива Емі                     | Judging Amy                       | «X-Ray» Конклін           |
| 2002      | с  | Поліція Нью-Йорка                   | NYPD Blue                         | Маркус Дентон             |
| 2002      | с  | CSI: Місце злочину                  | CSI: Crime Scene Investigation    | Пітер Гатчинс молодший    |
| 2002      | с  | Хижі пташки                         | Birds of Prey                     | Джеррі                    |
| 2002      | ф  | Король вечірок                      | Van Wilder                        | хлопець                   |
| 2002      | тф | Покидьки                            | Wasted                            | Оуен                      |
| 2003      | тф | Сноби                               | The Snobs                         | Клей                      |
| 2003      | тф | Клан                                | Kingpin                           | Стоунер                   |
| 2003      | с  | Швидка допомога                     | ER                                | Дуг                       |
| 2003      | с  | C.S.I.: Місце злочину Маямі         | CSI: Miami                        | Бен Гордон                |
| 2003      | с  | Дороговказне світло                 | The Guiding Light                 | Адріан Паскаль            |
| 2003      | с  | Загроза матриці                     | Threat Matrix                     | Шейн                      |
| 2004      | с  | Лінія вогню                         | Line of Fire                      | Дрю Паркмен               |
| 2004      | ф  | Абсолютні протилежності             | Perfect Opposites                 | Монті Брандт              |
| 2005      | ф  | Погані дівчиська з високої долини   | Bad Girls from Valley High        | Джонатан Вортон           |
| 2005      | кф | Яскрава фарба                       | Candy Paint                       | Бред Міллер               |
| 2005      | с  | Вероніка Марс                       | Veronica Mars                     | Едді Ларош                |
| 2005      | с  | Джоан з Аркадії                     | Joan of Arcadia                   | Денуціо                   |
| 2005      | с  | Пойнт Плезант                       | Point Pleasant                    | Марк Оуенс                |
| 2005      | с  | Криміналісти: мислити як злочинець  | Criminal Minds                    | Майкл Зіззо               |
| 2005      | с  | Дізнайся ворога                     | Sleeper Cell                      | підліток 1                |
| 2006      | с  | Кістки                              | Bones                             | Стей Елліс                |
| 2006      | с  | Та, що говорить з привидами         | Ghost Whisperer                   | Лінк                      |
| 2006      | ф  | Місія нездійсненна 3                | Mission: Impossible III           | Рік Мід                   |
| 2006      | ф  |                                     | Choking Man                       | Джеррі                    |
| 2007      | ф  | Мрійник                             | Daydreamer                        | Клінтон Рорк              |
| 2007      | кф | Лео                                 | Leo                               | кишеньковий злодій        |
| 2007—2011 | с  | Велике кохання                      | Big Love                          | Скотт Квітман             |
| 2008—2013 | с  | Пуститися берега                    | Breaking Bad                      | Джессі Пінкмен            |
| 2008      | ф  | Побажай добраніч                    | Say Goodnight                     | Віктор                    |
| 2009      | ф  | Останній будинок ліворуч            | The Last House on the Left        | Френсіс                   |
| 2010      | ф  | Авторазбор                          | Wreckage                          | Рік                       |
| 2010      | кф | Дивний: Історія Ела Янковича        | Weird: The Al Yankovic Story      | Дивний Ел                 |
| 2011      | кф | Вивертка дівчина                    | Quirky Girl                       | Джозеф                    |
| 2012      | мс | Робоцип                             | Robot Chicken                     | Гленн (голос)             |
| 2012—2013 | мс | Трон: Повстання                     | TRON: Uprising                    | Кайрус                    |
| 2012      | ф  | У мотлох                            | Smashed                           | Чарлі Ханна               |
| 2013      | ф  | Четвірка                            | Quad                              | Адам Найскар              |
| 2013      | ф  | Розшифровка Енні Паркер             | Decoding Annie Parker             | Пол                       |
| 2013      | в  |                                     | Chicks'n'Guns                     | Джессі Пінкмен            |
| 2013      | мс | Сімпсони                            | The Simpsons                      | Джессі Пінкмен (голос)    |
| 2013      | с  | Суботнього вечора у прямому ефірі   | Saturday Night Live               | Джессі Пінкмен            |
| 2014      | ф  | Хуліган                             | Hellion                           | Голліс Вілсон             |
| 2014      | ф  | Довге падіння                       | A Long Way Down                   | Джей Джей                 |
| 2014      | ф  | Need for Speed: Жага швидкості      | Need for Speed                    | Тобі Маршалл              |
| 2014      | ф  | Вихід: Боги та царі                 | Exodus: Gods and Kings            | Ісус Навин                |
| 2014      | ф  | Батьки та дочки                     | Fathers and Daughters             | Кемерон                   |
| 2015      | ф  | Всевидяче око                       | Eye in the Sky                    | Стів Воттс                |
| 2015      | ф  | Батьки і дочки                      | Fathers and Daughters             | Кемерон                   |
| 2016      | ф  | Три дев'ятки                        | Triple 9                          | Ґейб Велх                 |
| 2016      | ф  | Півтора шпигуна                     | Central Intelligence              | Філ                       |
| 2016      | ф  |                                     | Kingsglaive: Final Fantasy XV     | Найкс Ульрік              |
| 2016      | ф  | Дев’яте життя Луї Дракса            | The 9th Life of Louis Drax        | Пітер                     |
| 2016      | ф  | Знайди мене, якщо зможеш            | Come and Find Me                  | Девід                     |
| 2016—2018 | с  | Шлях                                | The Way                           | Едді Клірі                |
| 2018      | ф  | Американська жінка                  | American Woman                    | Кріс                      |
| 2018      | ф  | Ідеальна пастка                     | Welcome Home                      | Браян Палмер              |
| 2019      | ф  | Той, хто мене чує / Те, що втрачаєш | The Parts You Lose                | Чоловік                   |
| 2019      | ф  | Ель Каміно                          | El Camino: A Breaking Bad Movie   | Джессі Пінкман            |
| 2019—2020 | с  | Правду кажучи                       | Truth Be Told                     | Воррен Кейв               |
| 2014—2020 | с  | Кінь БоДжек                         | BoJack Horseman                   | Тодд Чавес / Принц Густав |
| 2020      | ф  | Ігри долі                           | Adam                              | Адам                      |
| 2022      | ф  | Двійник                             | Dual                              | Трент                     |
| 2022      | с  | Краще подзвоніть Солу               | Better Call Saul                  | Джессі Пінкман            |
| 2020—2022 | с  | Край «Дикий Захід»                  | Westworld                         | Калеб Ніколс              |
| 2017—2023 | с  | Чорне дзеркало                      | Black Mirror                      | Кліфф Стенфілд / Gamer691 |
| 2023      | с  | У Філадельфії завжди сонячно        | It's Always Sunny in Philadelphia | Аарон Пол                 |

### Продюсер
| Рік       |   | Українська назва                    | Оригінальна назва               | Роль                |
| --------- | - | ----------------------------------- | ------------------------------- | ------------------- |
| 2014—2020 | с | Кінь БоДжек                         | BoJack Horseman                 | виконавчий продюсер |
| 2019      | ф | Ель Каміно: Пуститися берега        | El Camino: A Breaking Bad Movie | продюсер            |
| 2019      | ф | Той, хто мене чує / Те, що втрачаєш | The Parts You Lose              | продюсер            |
| 2016—2018 | с | Шлях                                | The Way                         | продюсер            |
| 2019      | ф | Ель Каміно                          | El Camino: A Breaking Bad Movie | виконавчий продюсер |